# Oxysternus maximus
Oxysternus maximus är en skalbaggsart som först beskrevs av Carl von Linné 1767.  Oxysternus maximus ingår i släktet Oxysternus och familjen stumpbaggar. Inga underarter finns listade i Catalogue of Life.